# Francesca Cuzzoni
Francesca Cuzzoni, née à Parme en 1691 et morte à Bologne en 1772, est une chanteuse d’opéra italienne (soprano).

## Biographie
Née à Parme, d’où son surnom de La Parmigiana, elle se forme chez Petronio Lanzi à Bologne et fait ses débuts en 1716 aux côtés de Vittoria Tesi dans une pastorale anonyme Dafne. Elle est engagée par le King's Theatre et arrive à Londres en décembre 1722 après une campagne médiatique bien orchestrée. Dans le bateau qui l’amène, elle épouse le claveciniste Pietro Giuseppe Sandoni. Elle participe à la première d’Ottone de Haendel le 12 janvier 1723 et pendant cinq ans sera de toutes les créations des opéras de Haendel et de Bononcini.
Le 4 septembre 1725, le King’s Theatre engage Faustina Bordoni, qui devient sa grande rivale. Deux clans se forment pour ou contre la Bordoni ou la Cuzzoni, et l’ambiance devient lourde. Le 6 juin 1727, on donne Astianatte de Bononcini dans un désordre inouï. Les invectives et les sifflets poussent les deux divas à s’empoigner sur scène, un pugilat qui crée un scandale sans précédent. Les esprits se calment et l’on reverra sur scène les deux chanteuses ensemble. 
À la dissolution de l’Académie royale, Francesca retourne en Italie, où elle a pour partenaire Farinelli et Caffarelli. Elle revient à Londres entre 1733 et 1737, engagée par l’Opéra of the Nobility, mais doit quitter brusquement l'Angleterre à la suite d’une sombre histoire.
Elle fait ses adieux à la scène en 1752 après un nouveau séjour à Londres. Très dépensière, elle est arrêtée pour dettes et ne recouvre la liberté que grâce à l'intervention du Prince de Galles. Elle meurt dans la misère à Bologne à l'âge de 81 ans.
C'était une soprano (avec une étendue d'environ 2 octaves, jusqu'au contre-ut) au timbre clair et agréable, exécutant les ornementations sans artifices.